# جمشیر کلان
جمشیر کلان (به انگلیسی: Jamsher Kalan) یک شهر در پاکستان است که در پنجاب واقع شده‌است.